# Síndrome del niu buit
La síndrome del niu buit és una sensació de dolor i solitud que poden sentir els pares quan els seus fills surten de casa per primera vegada, pot ser per anar a viure sols o per assistir a un col·legi o universitat. No és una condició clínica.
Com que els adults joves que surten de casa de les seves famílies són generalment un esdeveniment normal i saludable, els símptomes de la síndrome del niu buit sovint no es reconeixen. Això pot provocar depressió i una pèrdua de propòsit per als pares, ja que la sortida dels seus fills del "niu" comporta ajustos en la vida dels pares. La síndrome del niu buit és especialment freqüent en mares a temps complet.

## Símptomes i efectes

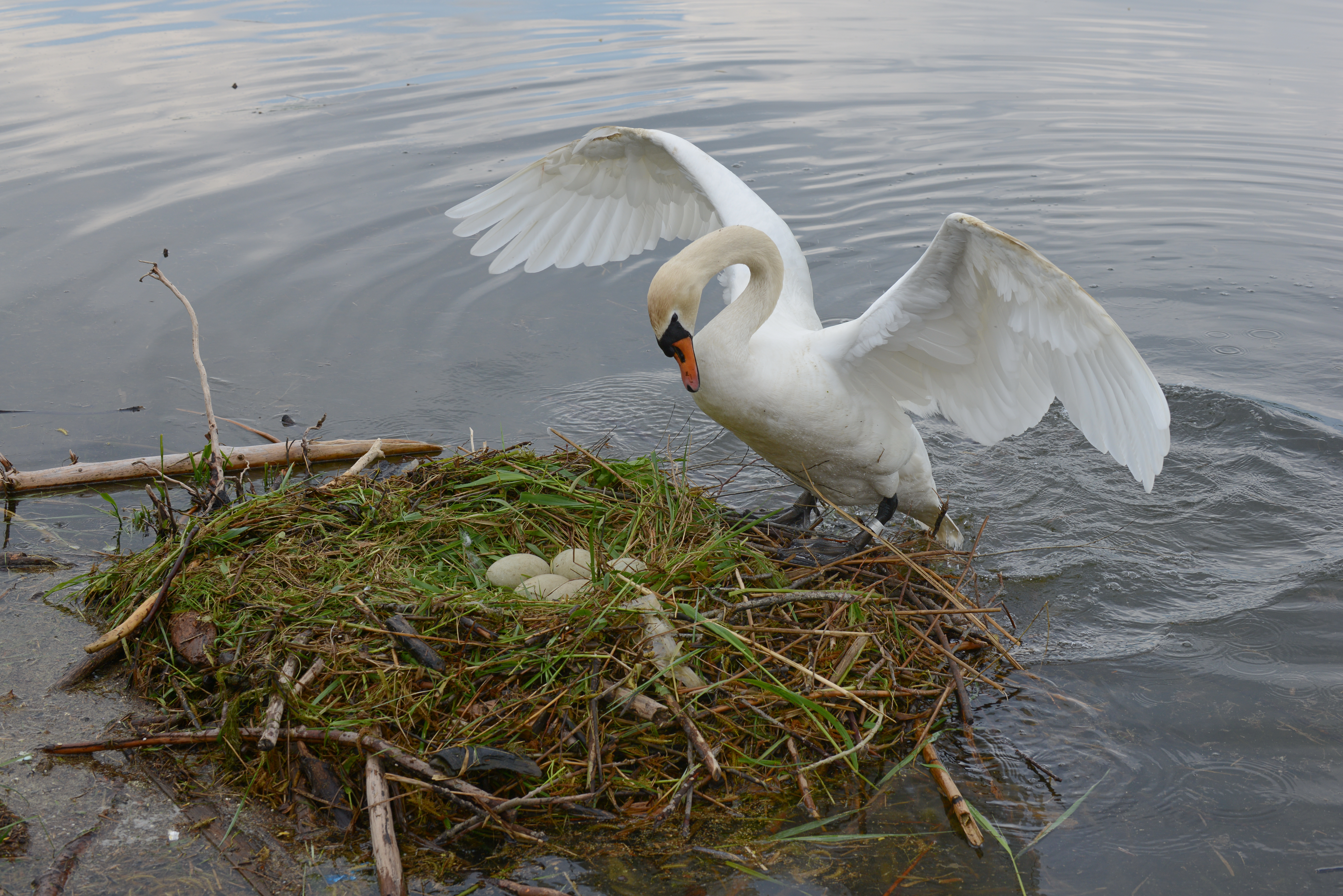
Niu d'ocell, dissenyat per contenir els ous fins que es desclouen.

Tots els pares són susceptibles a la síndrome del niu buit, encara que alguns factors poden crear-hi una predisposició. Aquests factors inclouen un matrimoni inestable o insatisfactori, un sentit d'un mateix basat principalment en la identitat com a pare o dificultats per acceptar el canvi en general. Els pares a temps complet (mares o pares que es queden a casa) poden ser especialment vulnerables a la síndrome del niu buit. Els adults que també s'enfronten a altres esdeveniments de la vida estressants, com ara la mort d'un cònjuge, la mudança o la jubilació, també tenen més probabilitats de patir la síndrome.
Els símptomes de la síndrome del niu buit poden incloure depressió, sensació de pèrdua de propòsit, sentiments de rebuig o preocupació, estrès i ansietat pel benestar del nen. Els pares que experimenten la síndrome del niu buit sovint es pregunten si s'han preparat o no adequadament perquè el seu fill visqui de manera independent.
Moltes mares, sovint les cuidadores principals, tenen més probabilitats que els pares de patir la síndrome del niu buit. No obstant això, la investigació ha demostrat que alguns pares van expressar sentiments que no estaven preparats per a la transició emocional que comporta la sortida del seu fill de casa. Altres han manifestat sentiments de culpabilitat per les oportunitats perdudes d'implicar-se més en la vida dels seus fills abans de marxar de casa.
Els pares del niu buit sovint s'enfronten a nous reptes, com ara establir un nou tipus de relació amb els seus fills, haver de trobar altres maneres d'ocupar el seu temps lliure, retrobar-se entre ells i la manca de simpatia de les persones que creuen que els pares han de ser feliços quan els seus fills marxen de casa.

## Afrontament
Una de les maneres més fàcils per als pares de fer front a la síndrome del niu buit és mantenir-se en contacte amb els seus fills. Els desenvolupaments tecnològics com els telèfons mòbils, la missatgeria de text i Internet permeten una major comunicació entre pares i fills. Els pares que passen per la síndrome del niu buit poden alleujar el seu estrès perseguint els seus propis hobbies i interessos en el seu temps lliure més gran. Parlar sobre el seu dol entre ells, amb amics, familiars o professionals els pot ajudar. Els experts han aconsellat que els pares aclaparats portin un diari o tornin a treballar si eren pares a temps complet.
És important que un niu buit s'adoni que el que sent és normal. És normal sentir una mica de pèrdua de si mateix quan es converteix en un niu buit. Però és rellevant substituir l'experiència significativa de la criança per altres experiències significatives. El que pot ajudar a trobar experiències significatives és fer una llista dels rols que una persona ha complert a la seva vida i després buscar rols que es puguin ampliar per donar sentit a la vida.
Un nombre creixent d'investigacions sobre el matrimoni ha demostrat que la presència de fills disminueix la satisfacció i la felicitat generals del matrimoni. Els nens sovint provoquen estrès financer a una parella, imposen limitacions de temps i creen una gran quantitat de tasques domèstiques, especialment per a les dones. De mitjana, les parelles amb fills només poden passar juntes aproximadament un terç del temps que passaven abans de tenir fills. Així, els pares del niu buit poden reactivar la seva pròpia relació passant més temps junts. Sense que els seus fills siguin el focus principal durant el dia, moltes d'aquestes parelles expressen que la seva qualitat del temps passat junts millora.

## Tendències recents
Des dels anys 2000, l'anomenada "Generació Boomerang" —joves que tornen a viure amb els seus pares— han canviat la dinàmica del fenomen tradicional del niu buit. S'han utilitzat factors com l'alta taxa d'atur als Estats Units i els mercats laborals restringits per explicar l'augment d'aquestes persones. Les dades del cens del 2008 van mostrar que fins a 20 milions de joves d'entre 18 i 34 anys (el 34% d'aquest grup d'edat) vivien a casa amb els seus pares. Una dècada abans, només el quinze per cent dels homes i el vuit per cent de les dones d'aquesta franja d'edat ho feien.

## En la cultura popular

### Publicitat
- Als anuncis de Old Spice "Smellcome to Manhood", els anuncis mostren a les mares cantant com Old Spice va convertir els seus fills en homes i com se senten malament perquè els seus fills marxen de casa.

### Còmics
- Peter de Wit va dibuixar Het Lege Nest, una novel·la gràfica del 2011 sobre la seva experiència personal amb la síndrome del niu buit i consells psicològics per superar aquests sentiments.[9]

### Pel·lícula
- Desadanam (en català: Viatge a la saviesa) és un llargmetratge indi de 1996 en malayalam dirigit per Jayaraj. Va guanyar el National Film Award a la millor pel·lícula en malayalam. Està relacionada amb la síndrome del niu buit, els pares senten la tristesa durant la marxa del seu únic fill.
- A An Extremely Goofy Movie, Goofy pateix la síndrome del niu buit després que el seu fill Max se'n va a la universitat. Durant les seves hores de treball a la cadena de muntatge de joguines, la tristesa d'en Goofy fa que sigui descuidada i, finalment, provoqui una explosió massiva a la fàbrica que va provocar que Goofy sigui acomiadat de la seva feina.
- A la pel·lícula Boyhood del 2014, la mare de Mason, Olivia, ho pateix quan el seu fill es prepara per marxar a la universitat queixant-se que ara se sentirà sola.
- A Transformers: Revenge of the Fallen, la mare de Sam, Judy, ho pateix mentre Sam marxa a la universitat. El seu pare, en canvi, no.
- A la pel·lícula brasilera Minha Mãe é uma Peça 2, el personatge principal Mrs. L'Hermínia lluita per acceptar que els seus fills marxen. Ella discuteix sovint amb ells intentant convèncer-los que no hi vagin.
- Al curtmetratge d'animació per ordinador de Pixar del 2018, Bao, una mare xinesa envellida i solitària pateix la síndrome del niu buit fins que té una segona oportunitat inesperada de maternitat quan la seva bola de massa baozi casolana cobra vida.
- A Zootopia, Stu pateix la síndrome del niu buit després que la seva filla Judy Hopps marxi cap a Zootopia.
- Failure to Launch, una comèdia romàntica sobre un fill adult que no es mou del niu.

### Televisió
- Empty Nest, una sitcom americana (1988–1995), tracta d'una situació en què la dona del protagonista mor i les seves dues filles adultes s'instal·len amb ell.
- A la pel·lícula de televisió Social Nightmare, la mare del protagonista Cat Hardy, Susan, mostra una manifestació extrema de la síndrome del niu buit.
- Al programa de Netflix Fuller House, la tia Becky sembla que pateix això, o la febre del nadó, o ambdues coses, després que els seus fills bessons van a la universitat, ja que mostra unafecte extrem cap al fill de DJ Tommy.
- A l'episodi 7 de la sèrie d'animació fantàstica The Owl House, la protagonista Luz Noceda li porta a la seva amiga Eda, que acaba d'acabar de cuidar tres monstres, un llibre de la biblioteca anomenat How to cope with Empty Nest Syndrome o "Com afrontar la síndrome del niu buit".